# Mamoea monticola
Mamoea monticola là một loài nhện trong họ Amphinectidae. Loài này phân bố ở New Zealand.